# A.S. Fortis Spoleto F.C.
AS Fortis Spoleto FC là một câu lạc bộ bóng đá Ý từ Spoleto, Umbria. Câu lạc bộ được thành lập vào năm 2003 và đã giành được Serie D / E vào năm 2005/06.
Tuy nhiên, câu lạc bộ đã biến mất sau khi đội bị loại khỏi Serie C2 vào năm 2006/07 vì những rắc rối tài chính và bị cấm trong tất cả các môn bóng đá và đã được thay thế bởi đội hiện tại Voluntas Spoleto hiện đang chơi ở khu vực Eccellenza. Đội đã thất bại trong các cuộc đua để giành quyền thăng hạng ở Serie D khi thua Jesina. Tuy nhiên, một số lượng lớn các đội bị loại trừ trong Serie D cho phép Voluntas được nhận vào Serie D.